# Anomala chevrolati
Anomala chevrolati är en skalbaggsart som beskrevs av Bates 1888. Anomala chevrolati ingår i släktet Anomala och familjen Rutelidae. Inga underarter finns listade i Catalogue of Life.